# Gibeauxia gibeauxi
Gibeauxia gibeauxi là một loài bướm đêm trong họ Crambidae.